# Jade Cargill
Jade Cargill (ur. 3 czerwca 1992(dts) w Vero Beach na Florydzie) – amerykańska profesjonalna wrestlerka. Obecnie związana jest kontraktem z federacją WWE, występując w brandzie SmackDown pod swoim panieńskim nazwiskiem.
Przed dołączeniem do WWE, zyskała popularność występując w konkurencyjnej federacji All Elite Wrestling (AEW) od 2020 do 2023. Podczas swojej kadencji w firmie została inauguracyjną posiadaczką AEW TBS Championship – jej 508-dniowe panowanie jest uznawane za najdłuższe spośród wszystkich mistrzowskich panowań w AEW.

## Wczesne życie
Cargill ma brata Shawna oraz trzy siostry: Deandrę, Dawn i April. Uczęszczała do Sebastian River High School, a następnie do Vero Beach High School. W obu szkołach należała do drużyny koszykarskiej. Grę w koszykówkę kontynuowała po przejściu na studia do Jacksonville University. Ponadto zdobyła tam tytuł magistra psychologii dziecięcej oraz licencjat z nauk społecznych. Po ukończeniu studiów przez pewien czas pracowała jako psycholog w szkołach na Florydzie.

## Kariera profesjonalnej wrestlerki
Postacią Cargill zainteresował się weteran wrestlingu Mark Henry w 2018 roku. Cargill cytuje go często jako swojego „mentora”, ponieważ za jego radą zaczęła brać udział w treningach w Face 2 Face w Morrow, pod okiem m.in. Heatha Slatera, wrestlera, pracującego niegdyś dla WWE. Trenowała również w WWA4 Academy należącej do AR Foxa, późniejszego zawodnika AEW.
Cargill wzięła udział w próbach rekrutów WWE Performance Center w 2019 roku. W wywiadzie z Chrisem Jericho w 2022 roku zdradziła, że otrzymała propozycję podpisania kontraktu z WWE zaraz po próbach, ale odrzuciła ofertę, ponieważ nie uważała WWE za dobre miejsce na jej wrestlingowy debiut.

### All Elite Wrestling (2020–2023)
All Elite Wrestling rozpoczęło swoją działalność pod koniec 2019 roku, natomiast Cargill podpisała kontrakt z firmą niecały rok później i stała się jednym z nazwisk, które przyniosło popularność firmie wśród innych federacji wrestlingu. Po dołączeniu do AEW była trenowana m.in. przez Bryana Danielsona (znanego lepiej jako Daniel Bryan), czy też Dustina Rhodesa na polecenie samego właściciela AEW, Tony'ego Khana.
Po raz pierwszy pojawiła się w programie AEW 11 listopada 2020 podczas emisji Dynamite, wchodząc w słowną konfrontację z Codym Rhodesem. Jej pierwszym pojedynkiem był mixed tag team match, w którym połączyła siły z legendą koszykówki, Shaquillem O'Nealem, zwyciężając Rhodesa i Red Velvet, 3 marca 2021. 17 marca stoczyła swój pierwszy pojedynek jeden na jednego przeciwko Dani Jordyn, wygrywając. 

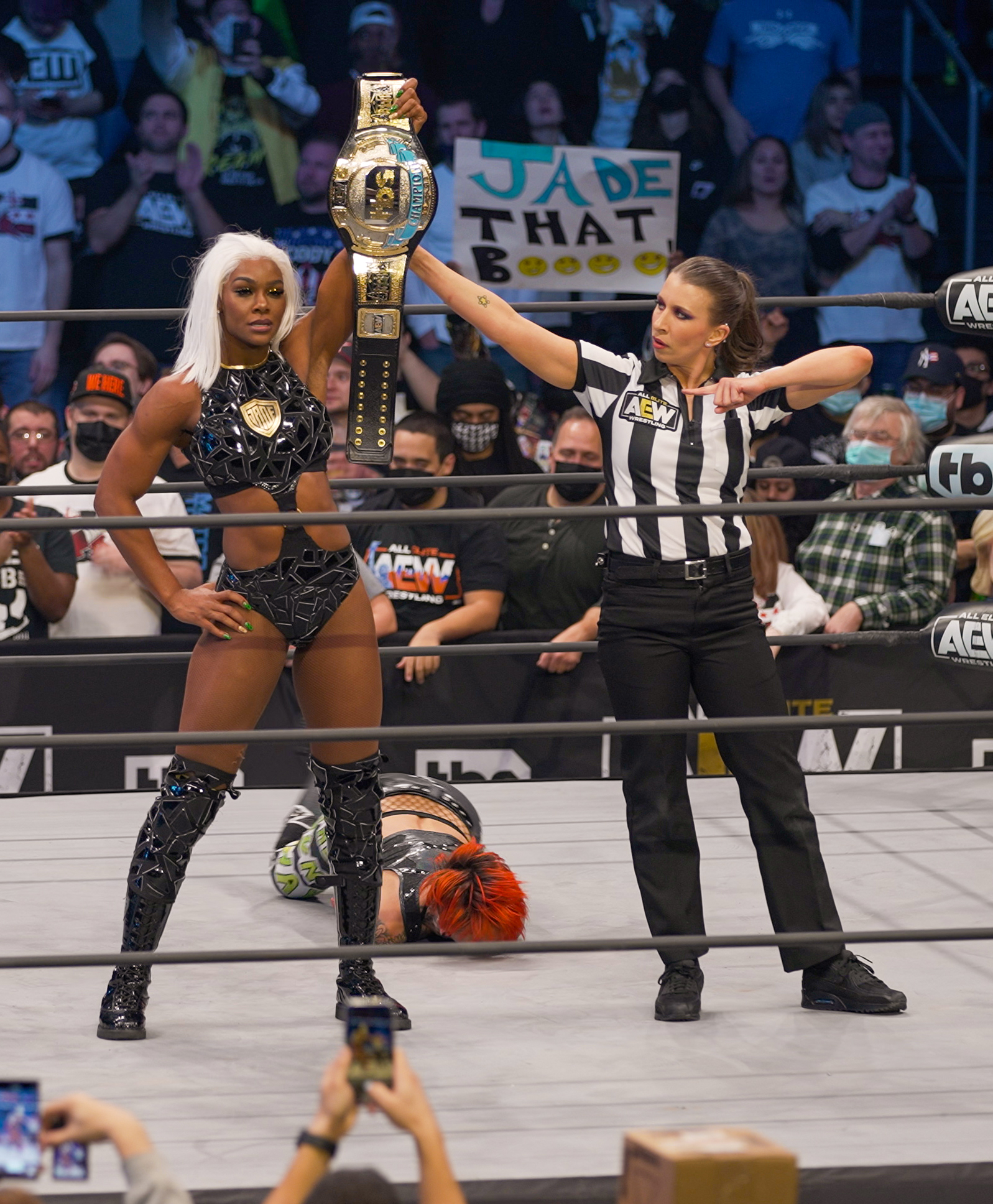
Cargill zaraz po wygraniu AEW TBS Championship w styczniu 2022.

28 maja na Dynamite ogłoszono, że Mark Sterling został valetem Cargill, a pod koniec października ogłoszono, że Cargill została jedną z czterech kobiet, które zostały automatycznie zakwalifikowane do ćwierćfinałów turnieju mającego na celu wyłonienie pierwszej posiadaczki AEW TBS Championship. W ćwierćfinałach pokonała Red Velvet, a następnie odniosła zwycięstwo nad Thunder Rosą w półfinałach. 5 stycznia 2022, w finale turnieju, zwyciężyła Ruby Soho i została pierwszą w historii mistrzynią AEW TBS.
Zdołała obronić tytuł przeciwko oponentkom takim jak The Bunny, Tay Conti na Revolution, Willow Nightingale oraz Leilą Grey. W połowie kwietnia sprzymierzyła się z byłą rywalką Red Velvet, która później z powodu kontuzji została zastąpiona przez Leilę Gray, i Kierą Hogan tworząc zespół nazwany The Baddies. Niedługo potem Cargill wdała się w rywalizację z Atheną, która wyzwała ją do walki o mistrzostwo na All Out, z której broniąca mistrzostwa Cargill wyszła zwycięsko. W listopadzie na Full Gear utrzymała mistrzostwo w walce z Nylą Rose.
13 stycznia 2023 została najdłużej panującą mistrzynią ze wszystkich mistrzów AEW w historii, przekraczając trwające 372 dni pierwsze panowanie Hikaru Shidy jako mistrzyni świata kobiet AEW. Na Double or Nothing obroniła tytuł w starciu z Tayą Valkyrie, jednakże zaraz po walce pojawiła się powracająca Kris Statlander, która wyzwała ją do natychmiastowej walki o mistrzostwo TBS, na co Cargill przystała. Statlander pokonała Cargill i przerwała jej passę 60 zwycięstw oraz jej rekordowe, 508-dniowe panowanie jako mistrzyni TBS. Cargill została ponownie pokonana w rewanżu 15 września na Collision. Okazało się to być ostatnim meczem Cargill w AEW, przed jej odejściem z firmy. 

### WWE (od 2023)
We wrześniu 2023 WWE oficjalnie ogłosiło podpisanie kontraktu z Cargill, która została pierwszym wrestlerem podpisanym przez firmę po przejęciu WWE przez spółkę TKO Group Holdings. Cargill pojawiła się po raz pierwszy na wizji w WWE 7 października podczas pre-show Fastlane, natomiast swój pierwszy występ w ringu zaliczyła w styczniu 2024, podczas 30-osobowego Royal Rumble matchu kobiet na Royal Rumble. Weszła do meczu jako 28. z kolei, zdołała wyeliminować z walki Nię Jax, jednak ostatecznie również została wyeliminowana przez Liv Morgan.
Po jej występie na Royal Rumble, ogłoszono, że Cargill została przydzielona do brandu SmackDown. Pod koniec marca miała swój pierwszy, oficjalny występ pod szyldem marki, ratując Biancę Belair i Naomi przed atakiem ze strony Damage CTRL (Asuki, Kairi Sane i Dakoty Kai). Na sztandarowej gali WWE, WrestleManii XL, Cargill sprzymierzyła się z Belair i Naomi, pokonując Damage CTRL w sześcioosobowej walce tag team. Nieco ponad miesiąc później wygrała swoje pierwsze mistrzostwo w WWE w postaci WWE Women’s Tag Team Championship, gdy wraz z Belair zwyciężyły mistrzynie The Kabuki Warriors (Asukę i Kairi Sane) na Backlash: France. Podczas kick-offu King and Queen of the Ring obroniły tytuł przeciwko Candice LeRae i Indi Hartwell. Nie udało im się jednak dokonać tego samego na Clash at the Castle: Scotland, gdzie utraciły wyróżnienie po 42 dniach panowania na rzecz Alby Fyre i Isly Dawn w Triple Threat matchu, w którym udział brała również drużyna Shayny Baszler i Zoey Stark. Cargill nie zdołała również zakwalifikować się do Money in the Bank ladder matchu na nadchodzące wydarzenie Money in the Bank, przegrywając Triple Threat z Candice LeRae i Tiffany Stratton, z którego ta ostatnia wyszła zwycięsko.

## Osobowość w wrestlingu
Cargill w dywizji kobiecej wyróżnia się siłą, i to właśnie na sile oparty jest jej styl walki. Charakterystyczne dla wrestlingowej prezentacji Cargill jest jej jasna peruka oraz sprzęt sportowy inspirowany postacią Storm z X-Men. Przy różnych okazjach występowała również w sprzęcie w postaci cosplayu: na Full Gear w 2022 roku jej strój zapaśniczy inspirowany był postacią Cheetary z ThunderCats, a na Revolution tego samego roku walczyła w stroju Jade z Mortal Kombat.

### Styl walki
- Finishery[44]
  - Jaded (Double Chickenwing facebuster)
  - Pump Kick
- Inne ruchy
  - Chokeslam
  - Blue Thunder Bomb

## Inne media
Cargill jest grywalną postacią w dwóch grach video: AEW Fight Forever oraz WWE 2K24 (jako DLC). Pozowała również jako modelka fitness dla marek odzieżowych takich jak Ryderwear, M Classic Sports Bra oraz Bombshell Sportswear.

## Życie osobiste
Jest pochodzenia jamajskiego. Jej kuzynem jest piłkarz Peter Cargill, a jej mężem jest Brandon Phillips, baseballista, z którym ma córkę Bailey Quinn (ur. 2017). Wraz z mężem jest właścicielką drużyny softballowej, The Texas Smoke w Austin.

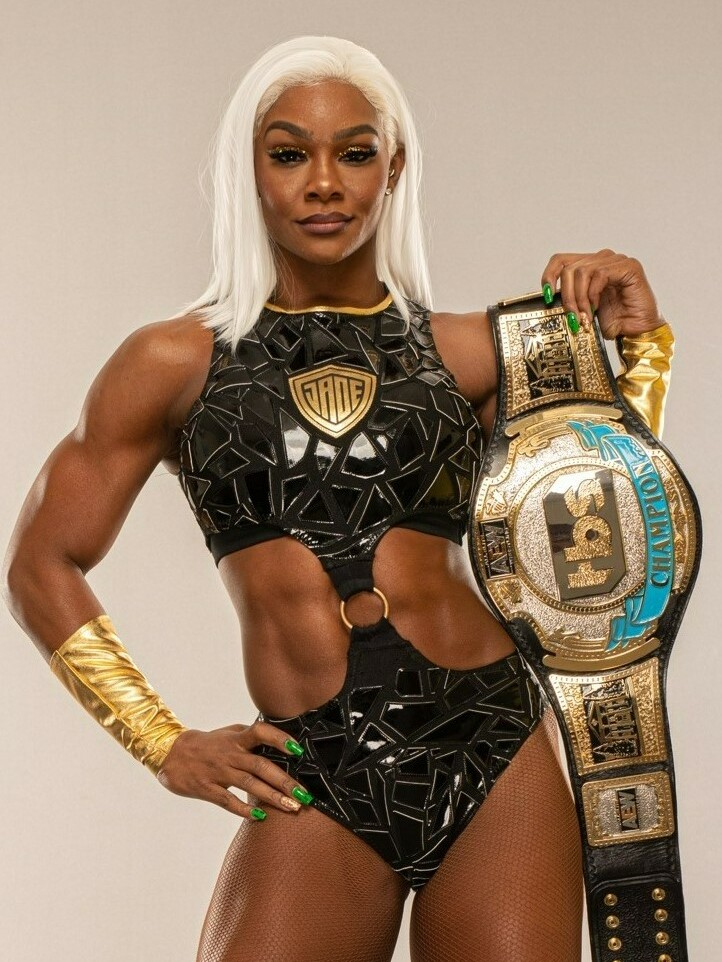
Cargill z pasem mistrzowskim AEW TBS Championship w 2022 roku.

## Mistrzostwa i osiągnięcia
- All Elite Wrestling
  - AEW TBS Championship (1 raz, inauguracyjna)[51]
  - Zwyciężczyni turnieju o AEW TBS Championship (2022)
  - Nagrody AEW Dynamite (1 raz)
    - Breakout Star – kobiety (2022)[52]
- Pro Wrestling Illustrated
  - PWI sklasyfikowało ją na miejscu 5. wśród 150 najlepszych zawodniczek roku 2022[53]
  - Debiutant roku (2021)[54]
- Wrestling Observer Newsletter
  - Debiutant roku (2021)[55]
- WWE
  - WWE Women’s Tag Team Championship (1 raz) – z Biancą Belair[56]